# Isla Santa Cruz (Galápagos)

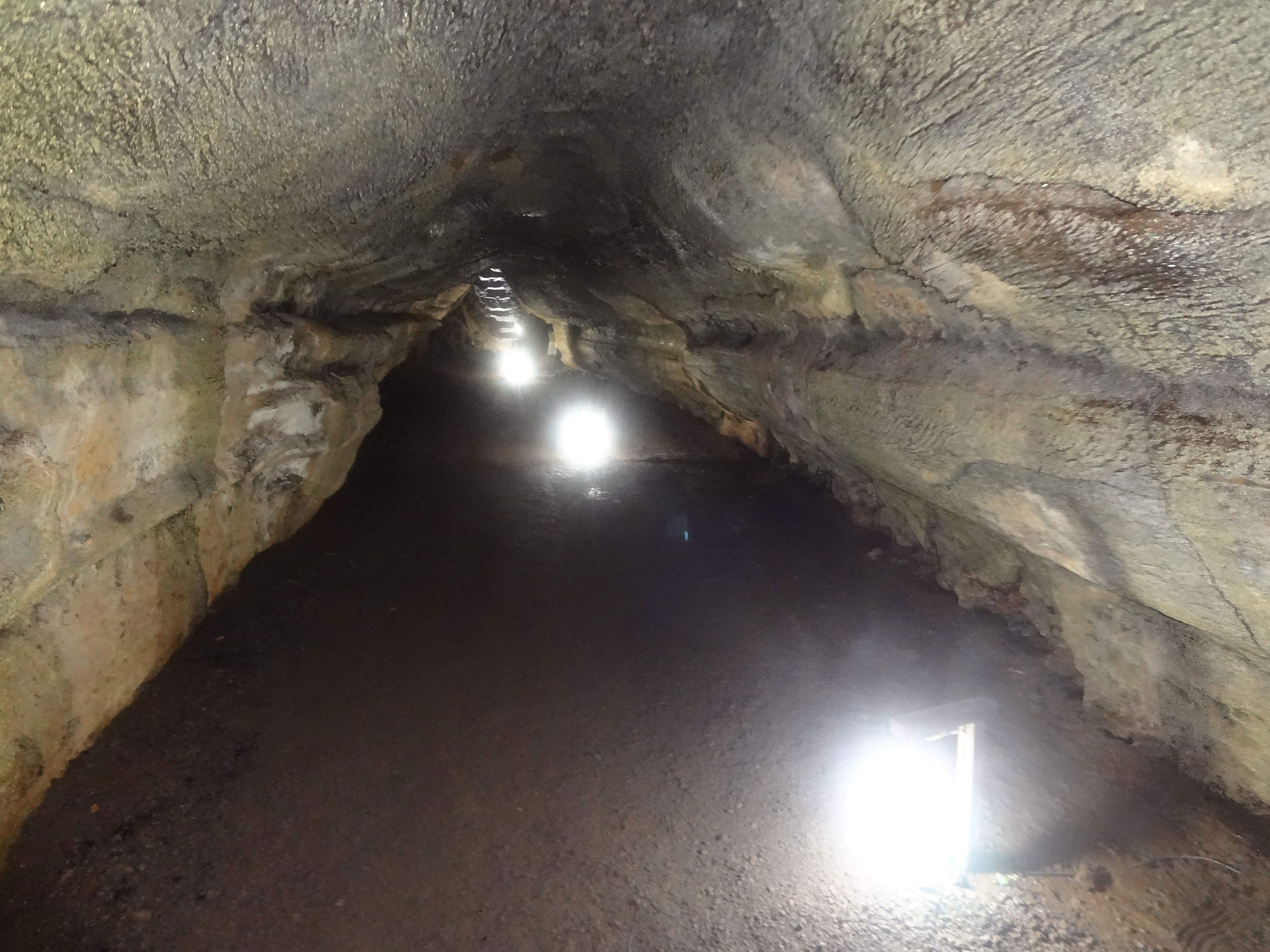
Tubo de lava en la isla Santa Cruz.

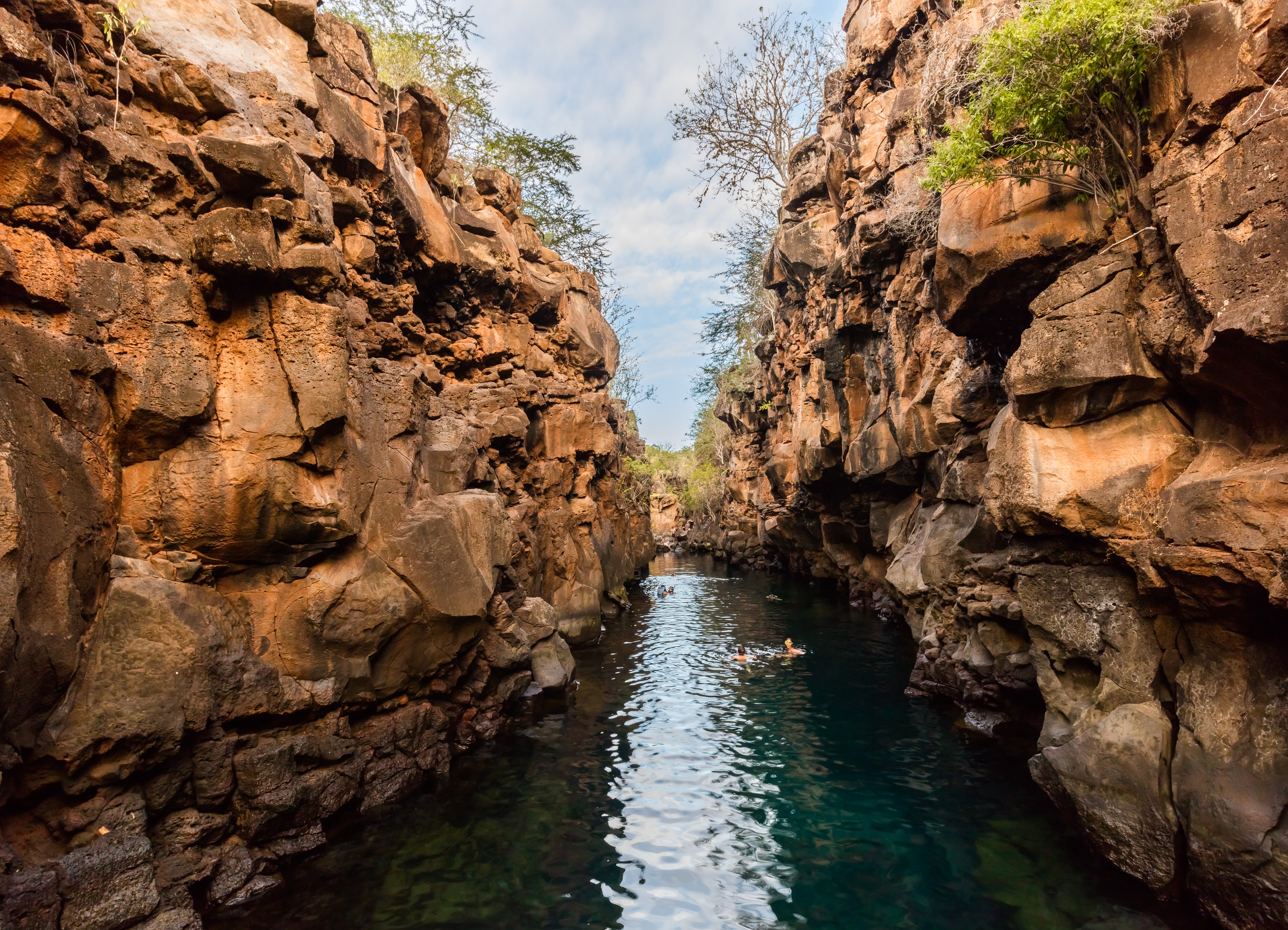
Las Grietas vistas desde abajo.

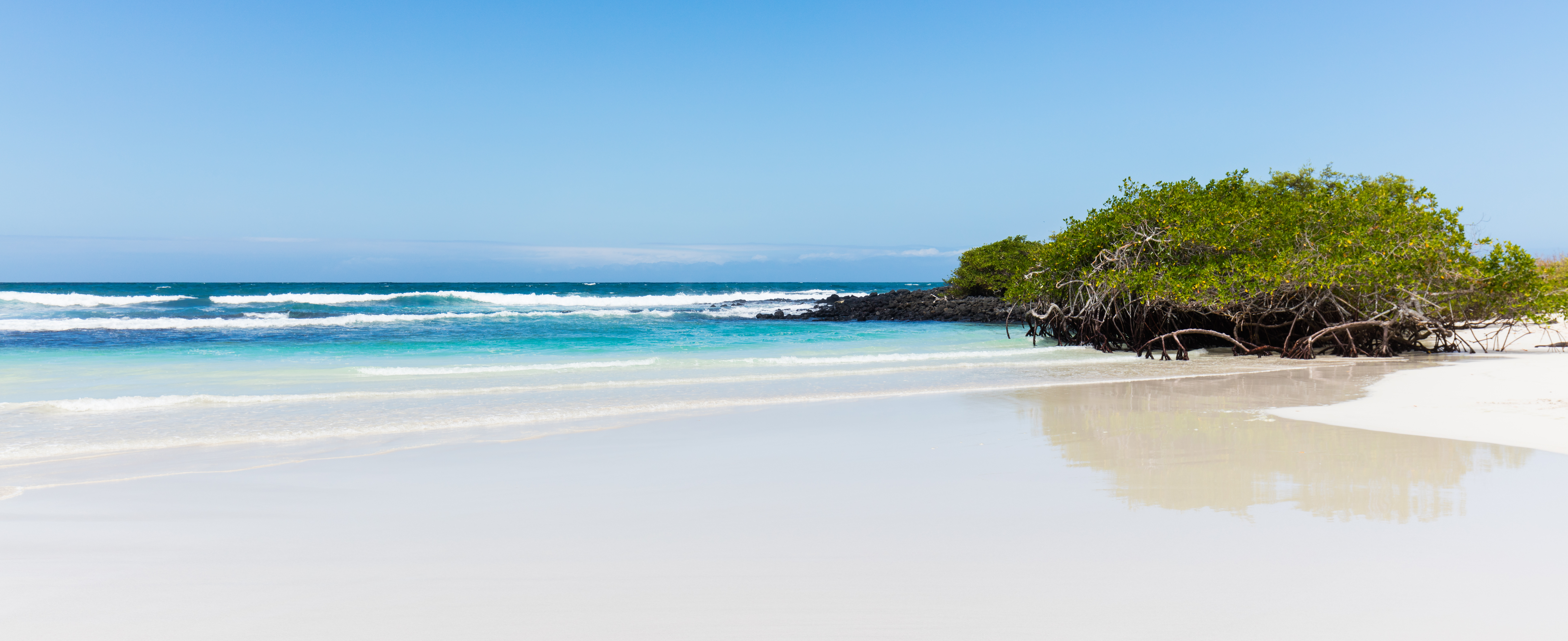
Bahía Tortuga.

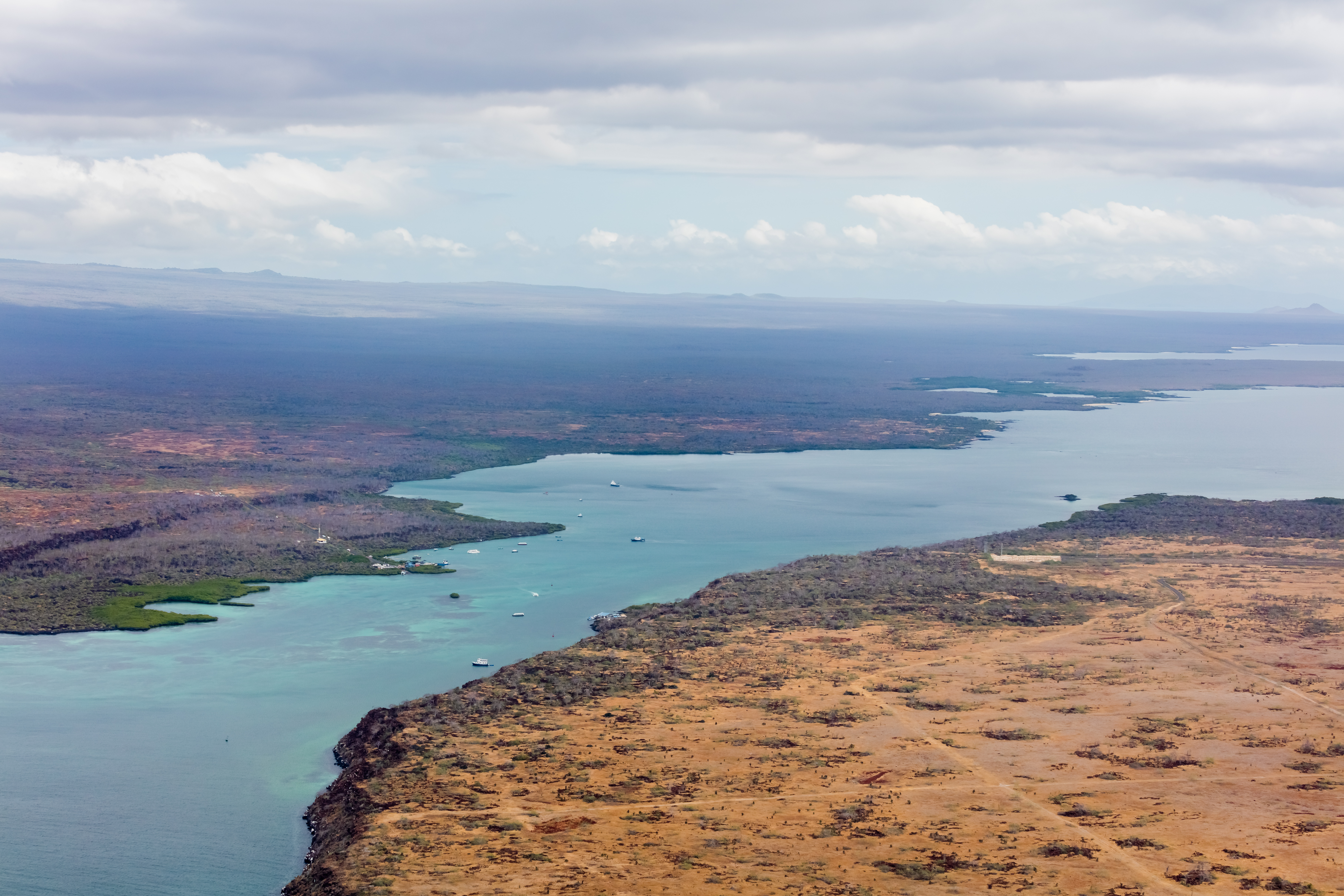
Isla Baltra está a la derecha, a la izquierda es Isla Santa Cruz y en el centro es Canal de Itabaca.

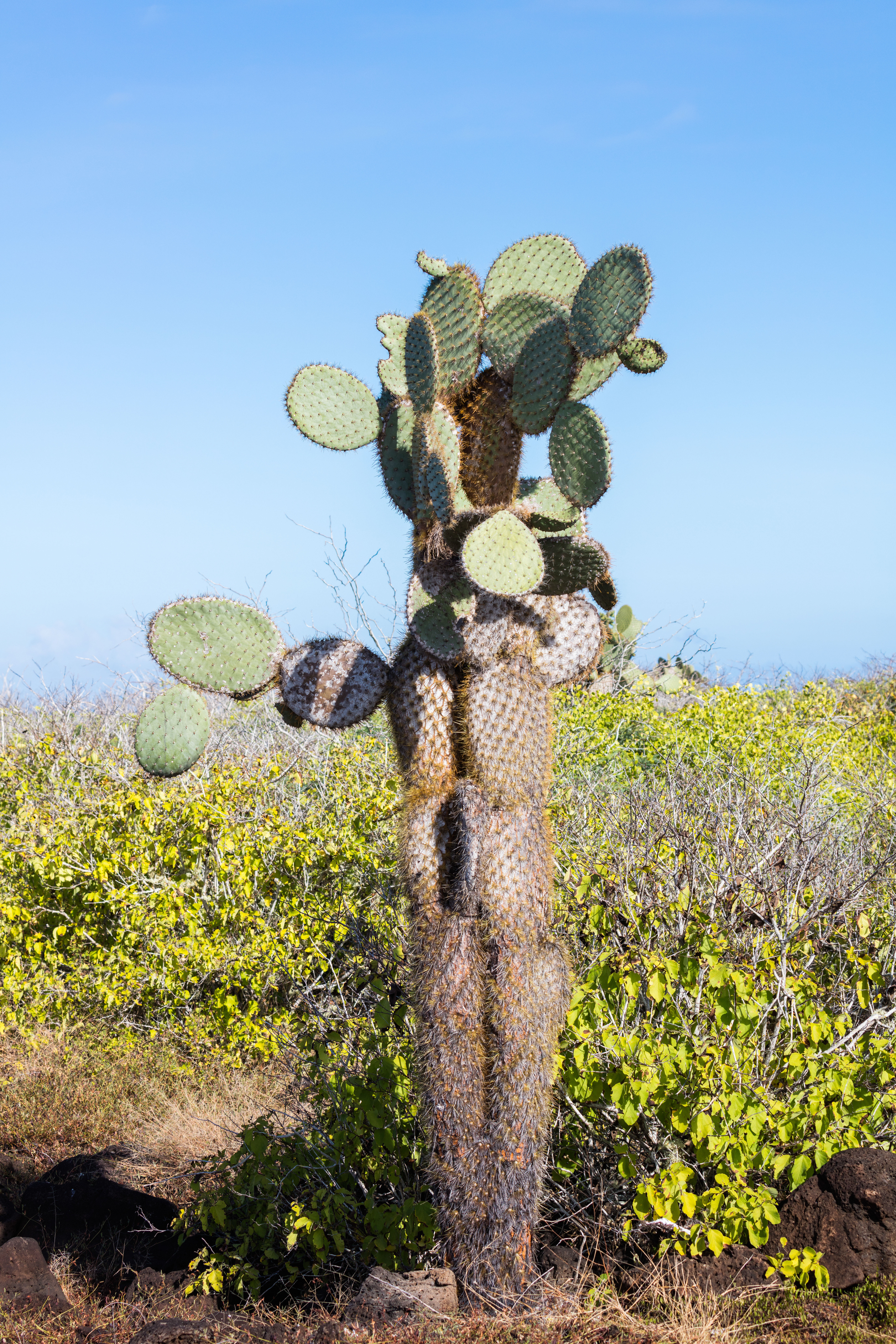
Opuntia echios

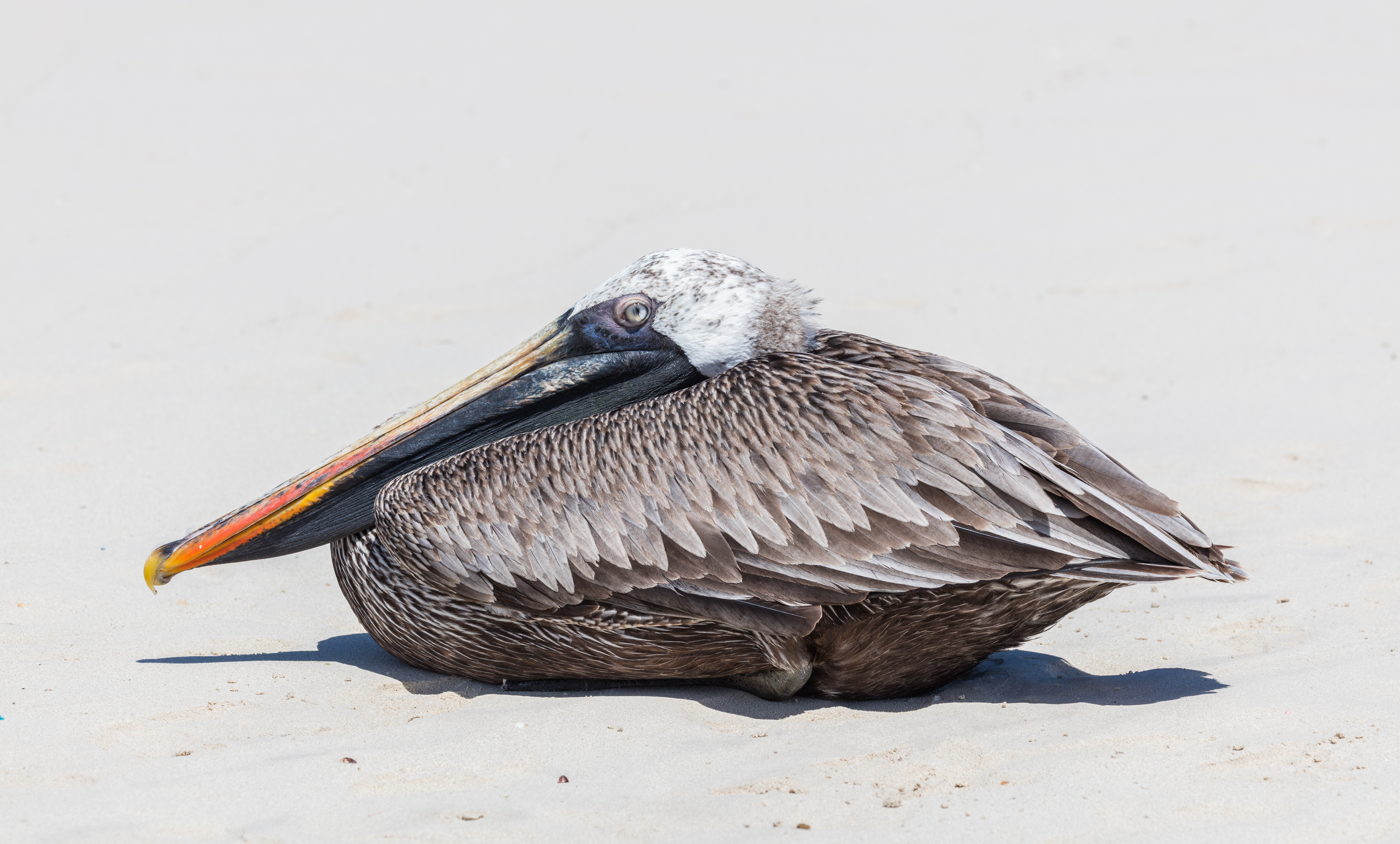
Pelícano pardo de las Galápagos (Pelecanus occidentalis urinator), Bahía Tortuga

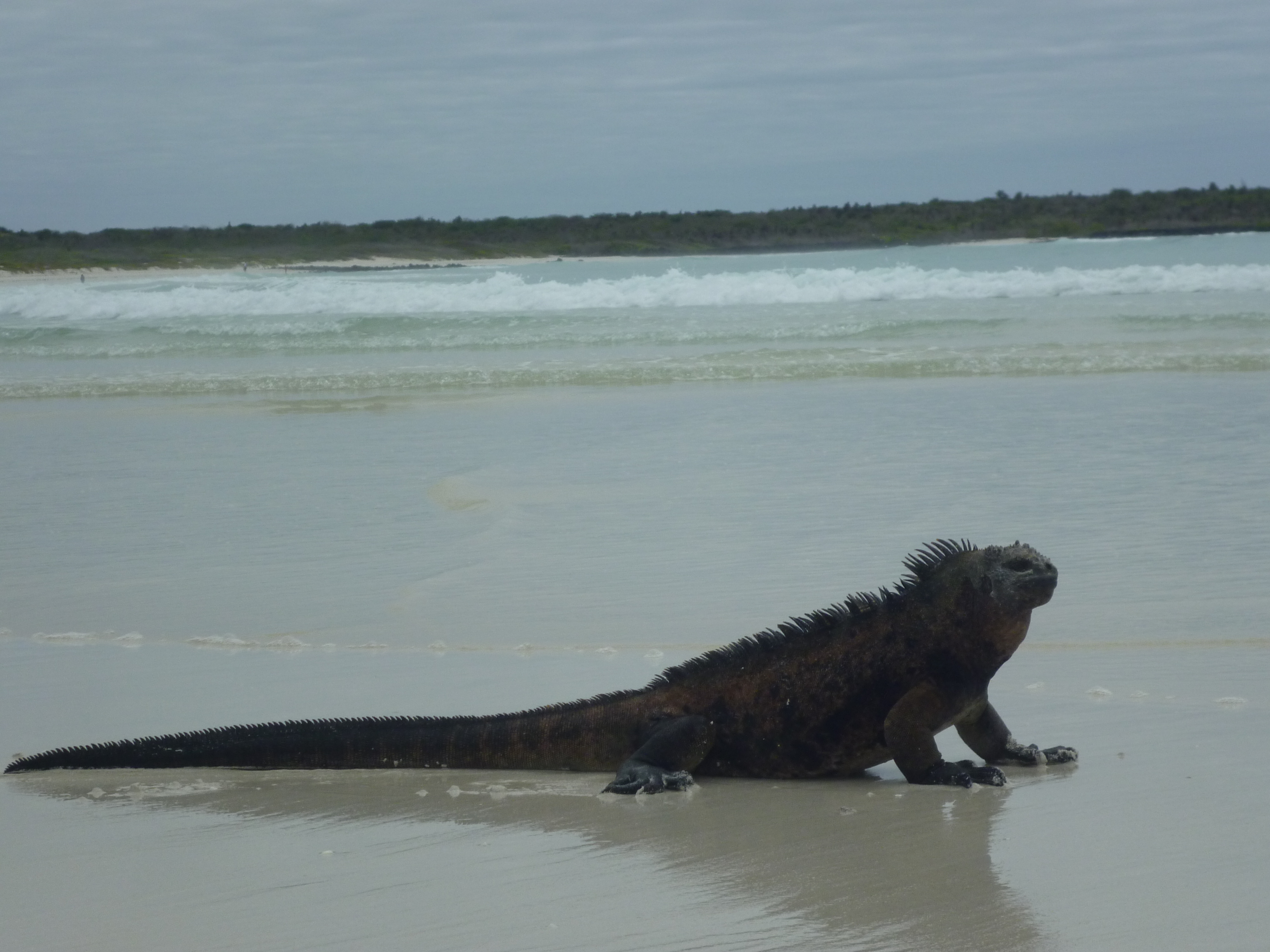
Iguana marina en las playas de Santa Cruz.

La isla Santa Cruz, cuya cabecera cantonal es Puerto Ayora, es la segunda isla más grande de las islas Galápagos (después de la Isla Isabela), y la más habitada y económicamente activa del archipiélago. Se localiza en el centro del conjunto de islas, con un área de 986 km² y una altitud máxima de 864 m s. n. m. Es un volcán durmiente cuya última erupción se estima que ocurrió hace un millón y medio de años. Como testimonio de su pasado volcánico existen dos enormes cavidades llamadas "Los Gemelos" que se formaron a partir de una cámara de magma.  La isla se caracteriza por su paisaje geológico y la variedad de su vegetación, distinguiéndose 7 zonas. La isla está llena de encantos naturales, hermosas playas, especies animales únicas, vegetación exuberante, cráteres y túneles de lava. Actualmente la población es de aproximadamente 15.701 habitantes.
Llamada en honor a la Cruz de Cristo, su nombre en inglés Indefatigable (infatigable) se debe al navío de línea inglés HMS Indefatigable.

## Historia
La formación de la isla Santa Cruz ocurrió hace aproximadamente 1 millón y medio de años. Para dar testimonio de esto podemos encontrar en la parte alta de la isla dos grandes colapsos formados por una cámara de lava denominados Los Gemelos.
El archipiélago fue descubierto por Fray Tomás de Berlanga en 1535, y en los siguientes siglos piratas, bucaneros y balleneros usaron las islas para aprovisionamiento y reparación de sus botes. Desde 1832 forma parte del Ecuador.
Santa Cruz fue colonizada a finales de 1920 por un grupo de noruegos, su sueño de enlatar pescado no fue consumado y algunos de ellos se establecieron en la parte alta y cambiaron su actividad pesquera por la agricultura para vivir.
Fue considerada como parque nacional en 1959, siendo una de las primeras áreas protegidas del Ecuador.
Prehistoria
Se han encontrado restos arqueológicos que demuestran que los primeros visitantes procedentes de la costa del Ecuador llegaron en "Balsas o en artefactos flotantes con técnica de vela creados por ellos mismos y eso les permitió viajar muy lejos dentro del mar. Al parecer no se han encontrado rastros de asentamiento permanentes en la isla. Luego de mucho tiempo en 1535, Fray Tomás de Berlanga el obispo de Panamá descubrió las islas Galápagos y junto con ellas a la isla Santa Cruz debido a que en el viaje que estaban realizando desde Panamá hasta Perú se extraviaron y encontraron cinco islas, entre ellas a la isla Isabela.Llamaron a las islas "Galápagos" porque el caparazón de la tortuga que vivía allí se parecía mucho a una silla de montar española que se llamaba "galápago". La escasez de agua y la abundancia de rocas dieron una mala primera impresión.

## Geografía y clima

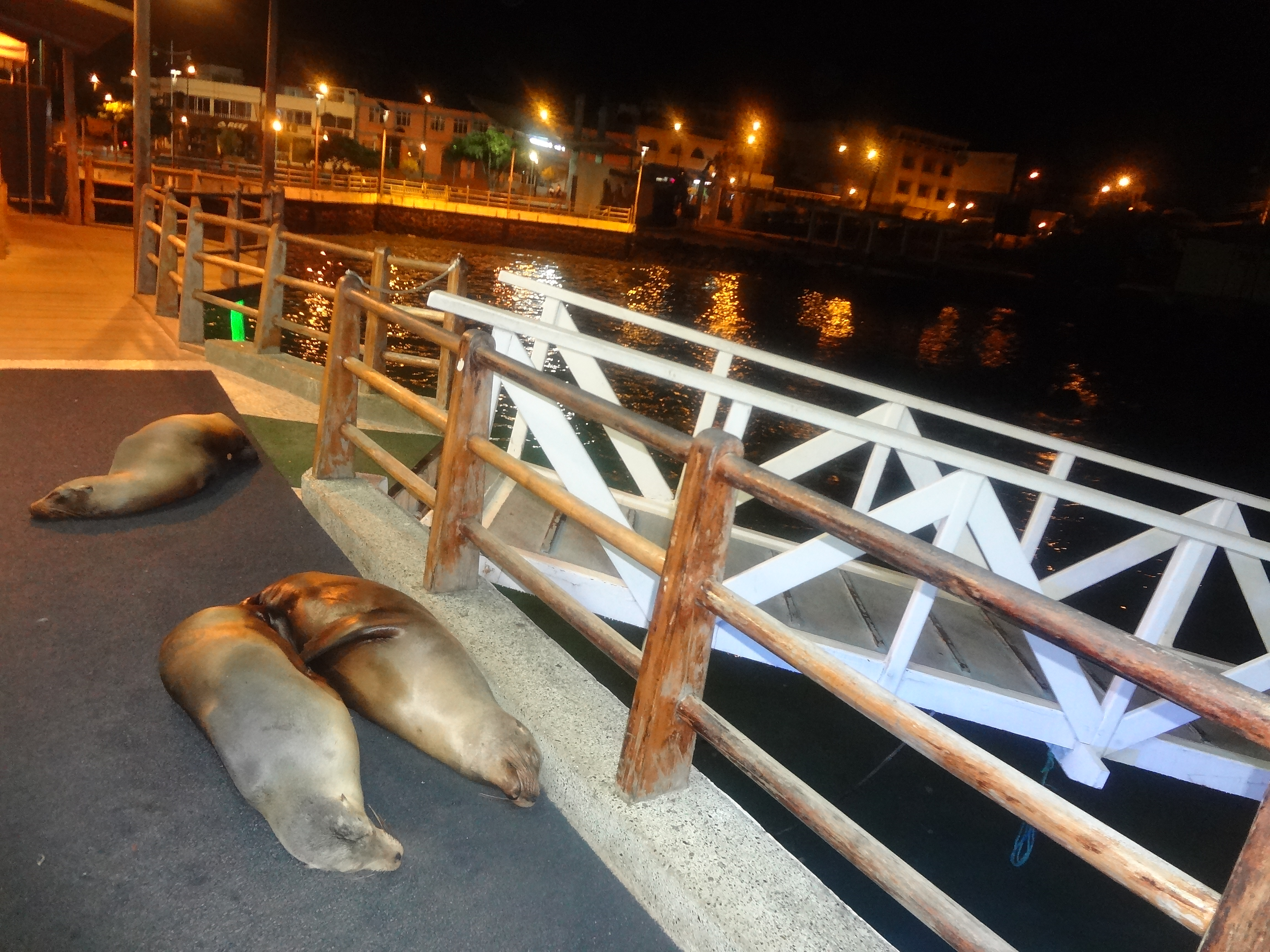
Otarios de Galápagos en un pontón de la Isla Santa Cruz.

### Geografía
Las islas Galápagos están localizadas en el océano Pacífico a 1000 km de las costas ecuatorianas. Tiene un área de 8000 kilómetros cuadrados en donde el 97% está declarado como área protegida por el parque nacional Galápagos. Consta de 13 islas grandes.

### Clima
La variación climática que se presenta en las islas Galápagos está fuertemente influenciada por las corrientes marinas como la corriente de Humboldt y de los vientos alisios que soplan de manera relativamente constante en verano. El efecto de enfriamiento que ejerce la corriente de Humboldt implica que el clima del archipiélago sea por lo general templado y seco. Las temperaturas aproximadas que se pueden presentar en la isla Santa Cruz es de 20 °C a 31 °C y se presentan dos estaciones.
Una de las estaciones, la más fresca y seca, con cielos cubiertos la mayoría del día y vientos soplando desde el sur y temperaturas que oscilan entre los 18 y 20 °C. Se da de junio a diciembre. La estación opuesta es caliente y lluviosa, cuando el viento sopla desde el norte, con días muy soleados, cortas y fuertes precipitaciones y temperaturas entre los 24 y 31 °C. Se presenta entre los meses de enero a mayo. El promedio anual de precipitaciones en la costa está entre los 0 a 300 mm por año, mientras en la parte alta es entre los 300 y 1700 mm.
El periodo que va de enero a marzo se considera la temporada caliente y húmeda, siendo marzo el mes más caluroso del año; durante esta temporada abundan las plantas, y la temperatura del agua resulta ideal para bucear.

## Población
La Población de la Isla Santa Cruz asciende a 15 mil habitantes aproximadamente.
La cabecera cantonal de la Isla Santa Cruz es Puerto Ayora y consta también de parroquias que agrupan a la población como: Bellavista, Santa Rosa, El Carmen y El Cascajo.

## Infraestructura
El parque nacional Galápagos tiene la responsabilidad de mantener en buen estado las islas, al igual que las áreas protegidas. Asimismo, este organismo ha planificado e implementado por un período de 4 años un proyecto de inversión denominado "Infraestructura Sostenible para el Buen Vivir Isleño del Archipiélago de Galápagos".

### Malecón
El malecón principal de la isla Santa Cruz se encuentra ubicado en la calle principal llamada Avenida Charles Darwin de Puerto Ayora.  Fue inaugurado en el 2004 el cual se ha convertido en un lugar tradicional para los residentes. En las tardes todos los días juegan Vóley y los niños disfrutan en el parque. A dos minutos encontramos el Muelle de los Pescadores llamado así porque se ofrece de manera directa y fresca el producto de los pescadores; se ha convertido en un lugar muy visitado por los turistas.[cita requerida]

## Cultura
En las islas Galápagos las mujeres son las que generalmente tienen que cuidar a sus hijos y hacer los quehaceres de la casa y la mayoría de los hombres trabajan como pescadores lo cual ha sido un recurso económico para la familia. 
Las islas Galápagos tienen una gran variedad de flora y fauna y hermosos lugares turísticos.

### Deportes
En Galápagos la gente es muy cálida y amable, los hombres y los niños disfrutan de jugar futbol o también vóley.

## Actividad económica
Los habitantes de la isla, viven del turismo, de la pesca y del cultivo.
El turismo atrae unas 60.000 o 70.000 personas por año, dañando progresivamente el ecosistema la isla.
Se ha llegado a la práctica de pesca excesiva de pepinos de mar y langostas de parte de los pescadores.
Las actividades de los habitantes de estas islas es la pesca, turismo y el cultivo para la vivencia propia y del consumo local.

## Lugares turísticos
Los Gemelos son dos cráteres inactivos en el centro de la Isla de Santa Cruz.
Bahía Tortuga está situada en la isla de Santa Cruz, en las Galápagos, Ecuador. Puerto Ayora está a alrededor de 20 minutos a pie. En los manglares es muy común encontrar Grapsus grapsus Cangrejo multicolor caminando, Amblyrhynchus cristatus - Iguana , tiburones de arrecife de punta blanca y Tortuga de las Galápagos. Ocupa el décimo lugar en las mejores playas del mundo según TripAdvisor, y ocupa el segundo lugar en las playas de América del Sur El ingreso a la playa se da a través de un camino de 2.500 metros de largo y se debe iniciar y cerrar sesión en la oficina del parque nacional Galápagos.

### Otros lugares de interés
- La Estación Científica Charles Darwin,
- Oficinas centrales del Servicio del parque nacional de Galápagos. En estas instalaciones opera un centro de cría de tortugas para su reintroducción en su hábitat natural.
- La "parte alta" de Santa Cruz tiene una exuberante vegetación y es famosa por los túneles de lava. Una gran población de tortugas habita esta región. Caleta Tortuga Negra es un área rodeada de manglares que tortugas marinas, rayas y pequeños tiburones utilizan como lugar de apareamiento.
- Cerro Dragón, conocido por su laguna de flamencos y sus iguanas terrestres.
- Bahía Tortuga tiene una gran playa totalmente protegida donde habita la fauna endémica de la isla. Una cala separada es apta para el turismo, donde se pueden practicar los deportes acuáticos: snorkeling en la parte de Playa Mansa y surf en la Playa Brava, hacer buceo para observar los Grapsus grapsus un cangrejo multicolor caminando, Amblyrhynchus cristatus - Iguana, tiburones de arrecife de punta blanca, Tortuga de las Galápagos & demás fauna submarina.
- El Canal de Itabaca, que se encuentra entre Isla Baltra y la isla Santa Cruz, es utilizado por los taxis acuáticos para transportar el turismo entre estas islas.

## Flora y fauna

### Flora
Existen plantas del lugar como las scalesias, miconias y opuntias.